# Steppeklimaat
Een steppeklimaat of halfwoestijnklimaat is een aride of droog klimaat waar nog voldoende neerslag is voor enige lage begroeiing. In de klimaatclassificatie van Köppen krijgt het steppeklimaat het symbool BS (B staat voor een aride (droog) klimaat, S voor "Steppe"). De natuurlijke begroeiing in steppeklimaten is steppe, een droog grasland waar geen bomen groeien. In nattere omstandigheden komen ook struiken voor. In drogere omstandigheden is de begroeiing schaarser en is sprake van een halfwoestijn. Ongeveer 14% van het aardoppervlak heeft een steppeklimaat. 
Halfwoestijnen en steppes komen onder andere voor in Centraal- en West-Azië, Centraal-Amerika en het westen van Noord-Amerika, en Australië. De grootste halfwoestijn van de wereld is de Sahel, een landstrook tussen de Sahara-woestijn en de Afrikaanse savanne. Er komt ook steppeklimaat voor rondom de Kalahari in Zuidelijk Afrika.

## Begroeiing

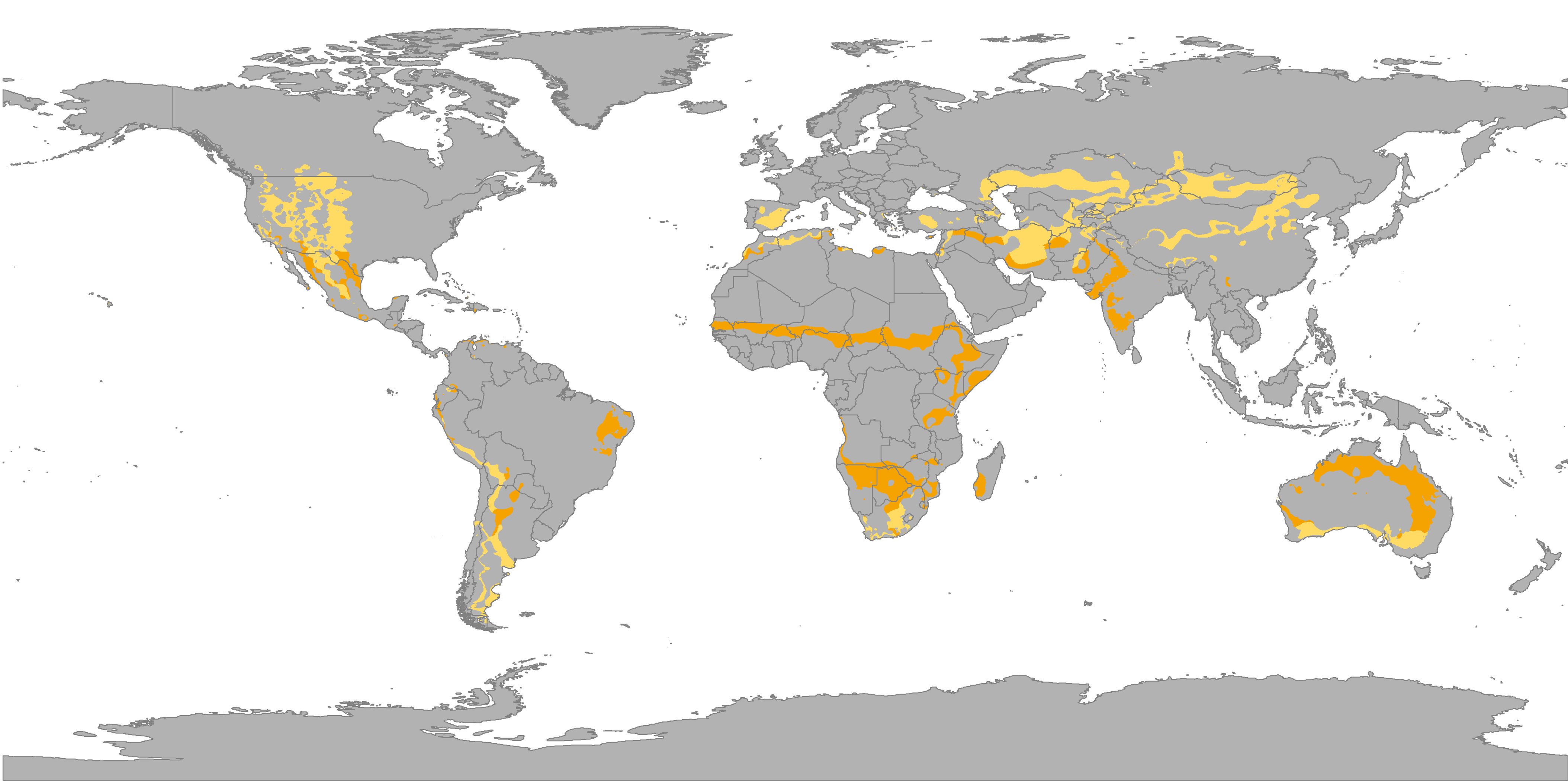
Gebieden met een steppeklimaat
Warm steppeklimaat (BSh)
Koud steppeklimaat (BSk)

Over het algemeen geldt dat in een steppeklimaat onvoldoende neerslag valt om bepaalde economisch winbare gewassen te verbouwen. Grassen kenmerken de natuurlijke vegetatie. Omdat het er zo droog is groeien er geen bomen, alleen maar grassen met hier en daar wat struiken. 

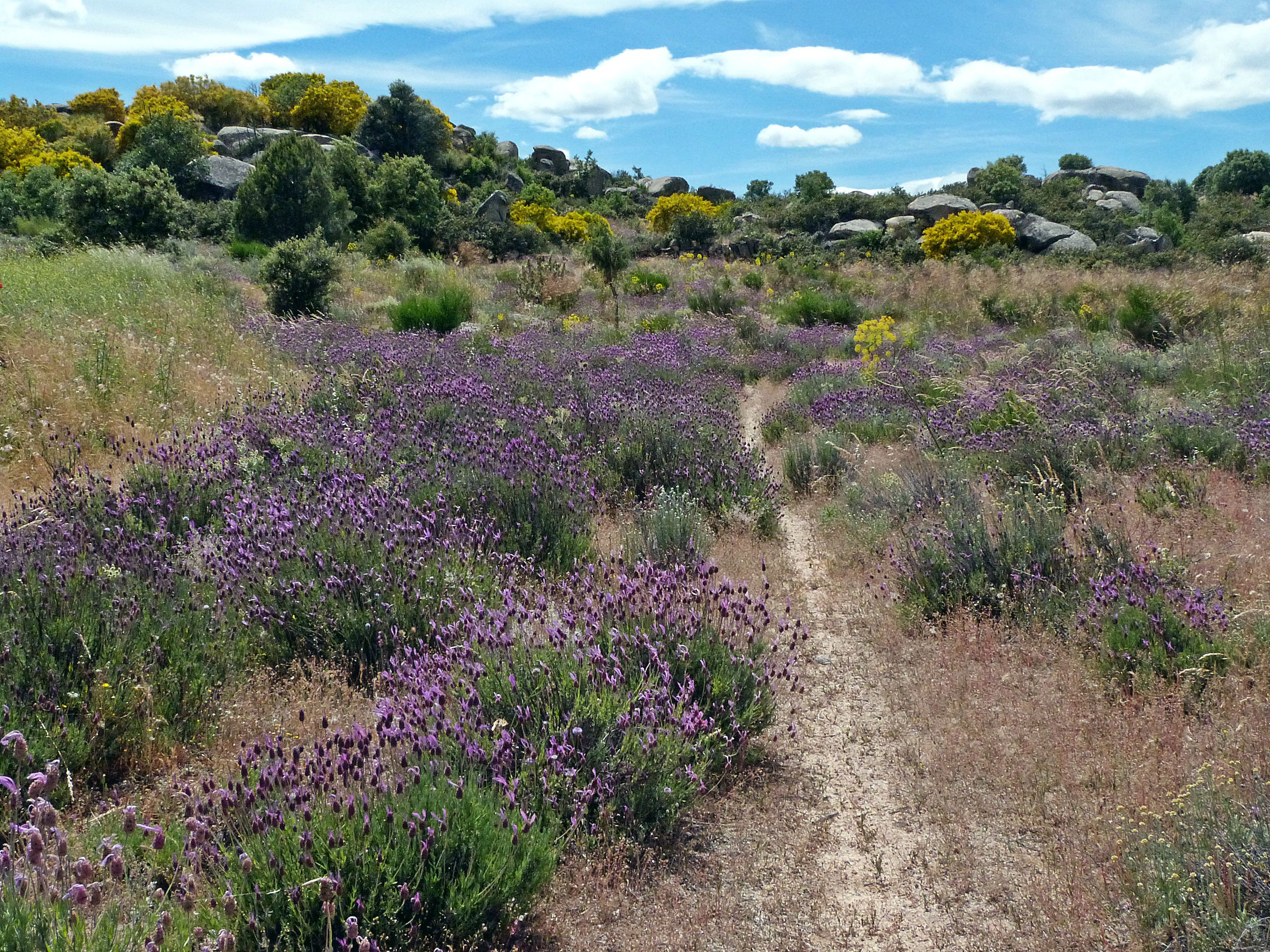
Garrigue-landschap in El Berrueco, Spanje

Typische vormen van schaarse begroeiing in steppeklimaten zijn garrigue en maquis. Er is in een steppeklimaat meer begroeiing dan in een woestijnklimaat.

## Ariditeit
De twee factoren die bepalen of er te weinig vocht is voor begroeiing zijn de neerslag en de gemiddelde temperatuur. Meer neerslag betekent meer vocht in de bodem. Vochtigere bodems kunnen meer begroeiing herbergen. Als de temperatuur hoger is, is er echter meer verdamping. Er is dan minder vocht beschikbaar voor de groei van vegetatie. De ariditeitsindex is een formule die de twee factoren (temperatuur en neerslag) weergeeft.
Wanneer de neerslag verspreid valt over het jaar, dan ligt in de klimaatclassificatie van Köppen de grens tussen een aride of droog klimaat (steppeklimaat) en een niet-droge klimaat (A, C en D) op een lijn die overeenkomt met de volgende formule:
{\displaystyle P=2\times (T+7)}
Daarbij is P de neerslag in centimeters en T de temperatuur in graden Celsius. Overgangen tussen klimaten verlopen vrijwel overal ter wereld geleidelijk. De grenzen tussen verschillende klimaten in de classificatie van Köppen of andere classificaties op een kaart zijn meestal niet duidelijk als grens in de vegetatie zichtbaar. 
Een woestijnklimaat is droger dan een steppeklimaat. De grens tussen het woestijnklimaat en steppeklimaat ligt volgens Köppen op de lijn:
{\displaystyle P=T+7}
Wanneer de neerslag voornamelijk in de zomer valt, is eerder sprake van een aride of droog klimaat. De hoeveelheid vocht die door evaporatie of verdamping verdwijnt is groter in de zomer, omdat de temperatuur dan hoger is. Als gevolg blijft er ook minder vocht voor de voeding van de begroeiing. Als de neerslag voornamelijk in de winter valt, zal juist minder van het vocht verdampen, en is minder snel sprake van een aride of droog klimaat. In beide gevallen wordt de formule voor de ariditeitsindex aangepast. 
Sommige halfwoestijnen, zoals in het noordoosten van Brazilië, kennen cycli van droge en natte jaren.
Köppen heeft nog de volgende fijnere onderverdeling gemaakt:
- BSh: warm steppeklimaat; de gemiddelde jaartemperatuur is hoger dan 18°C
- BSk: koud steppeklimaat; de gemiddelde jaartemperatuur is lager dan 18°C

Warme steppeklimaten komen vooral voor op lagere breedtegraden, waar de temperatuur hoger is vanwege de grotere insolatie (hoeveelheid inkomend zonlicht). Koude steppeklimaten komen vooral voor op middellange breedtegraden.